# Белая Ламбина
Белая Ламбина — озеро на территории Куземского и Кривопорожского сельских поселений Кемского района Республики Карелия.

## Общие сведения
Площадь озера — 2,4 км², площадь водосборного бассейна — 15,2 км². Располагается на высоте 105,5 метров над уровнем моря.
Форма озера лопастная, продолговатая, вытянуто с запада на восток. Берега каменисто-песчаные, местами заболоченные.
Озеро протокой соединено с ручьём Пенькерь, втекающего в реку Поньгома.
Населённые пункты возле озера отсутствуют. Ближайший — посёлок Шомба — расположен в 17,5 км к югу от озера. Возле западной оконечности проходит автодорога местного значения.
Код объекта в государственном водном реестре — 02020000711102000003801.